# Cardionema congesta
Cardionema congesta är en nejlikväxtart som beskrevs av Aven Nelson och Macbride. Cardionema congesta ingår i släktet Cardionema och familjen nejlikväxter. Inga underarter finns listade i Catalogue of Life.